# Max Mell
Max Mell (Marburgo, 10 novembre 1882 – Vienna, 12 dicembre 1971) è stato un poeta e drammaturgo austriaco.

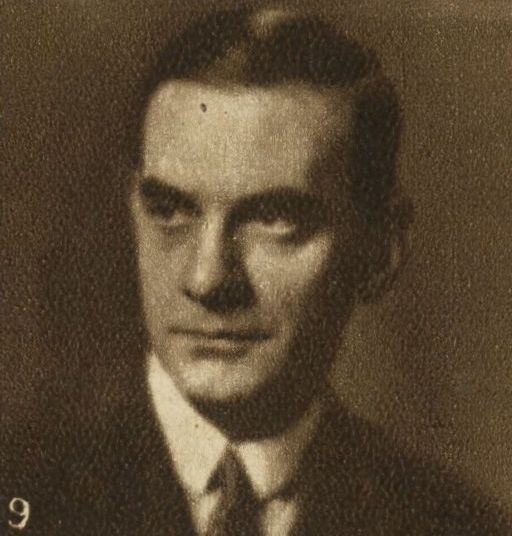
Max Mell

Interprete della spiritualità barocca e del sentimento religioso, è stato autore di numerosi drammi, oltre che poesie e prose.

## Opere

### Liriche
- Das bekränzte Jahr, 1911
- Gedichte, 1919
- Gedichte, 1929

### Romanzi e novelle
- Lateinische Erzählungen, 1904
- Die drei Grazien des Traumes, 1906
- Jägerhaussage und andere Novellen, 1910
- Barbara Naderers Viehstand, 1914
- Die Brille, 1916
- Hans Hochgedacht und sein Weib, 1920
- Die Osterfeier, novella in versi, 1921
- Morgenwege, racconti e leggende, 1924
- Mein Bruder und ich, 1933
- Das Donauweibchen, 1938
- Adelbert Stifter, 1939
- Steirischer Lobgesang, 1939

### Opere teatrali
- Wiener Kripperl von 1919, 1921
- Das Schutzengelspiel, 1923
- Das Apostelspiel - La rappresentazione degli Apostoli, 1925
- Das Nachfolge-Christi-Spiel - La rappresentazione dell'Imitazione di Cristo, 1927
- Sieben gegen Theben - I sette contro Tebe, 1931
- Das Spiel von den deutschen Ahnen, 1935
- Der Nibelunge Not - La rovina dei Nibelunghi, 1944-1951
- Jeanne d'Arc, 1956

## Filmografia
- Cordula, regia di Gustav Ucicky - sceneggiatura (1950)